# L'Anneau du Nibelung
Der Ring des Nibelungen
Pour les articles homonymes, voir L'Anneau des Nibelungen et L'Anneau du Nibelung (bande dessinée).
Der Ring des Nibelungen , ou L’Anneau du Nibelung en français, est un cycle de quatre opéras de Richard Wagner, inspiré de la mythologie germanique et nordique, et particulièrement de la Chanson des Nibelungen, un poème épique germanique du Moyen Âge.
Fruit de près de trente ans de gestation au cours desquels l'œuvre s'est transformée progressivement en une gigantesque allégorie philosophique sur la société, la politique, l'économie, la psychologie et le pouvoir, le Ring est qualifié par son auteur de « festival scénique en un prologue et trois journées » mais il est parfois appelé en France la Tétralogie ; ce titre tend à être plus communément remplacé par l'appellation Ring ; il s'agit en effet d'un prologue suivi d'une trilogie plutôt que d'une tétralogie.
Passionné par le théâtre grec antique, Richard Wagner emprunte la structure en quatre parties des spectacles antiques. Il en tire aussi ce qu'il appelle le Gesamtkunstwerk (en français, l'Œuvre d'art totale), où tout est lié : théâtre, musique, poésie et peinture. Il va jusqu'à construire un théâtre consacré à son œuvre, le palais des festivals de Bayreuth.
Le poème compte plus de 8 000 vers et met en scène plus de trente personnages. La musique est construite autour de plus de 80 leitmotive différents. La durée totale des représentations  est d’environ 15 heures pour une interprétation fidèle aux volontés du compositeur. Cette complexité associée au génie musical de Wagner en fait une œuvre maîtresse. Ainsi l'on ne compte plus les représentations ni les visions artistiquement variantes qui sont proposées aussi bien musicalement que scéniquement.

## Historique

### Inspiration
L'Anneau du Nibelung tire son inspiration de la mythologie germanique et nordique, à travers la Chanson des Nibelungen et à travers la saga islandaise des Eddas et la Völsunga saga. Cependant, il y a une influence de la mythologie grecque qu'on retrouve dans la structure du Ring.

#### Sources germaniques

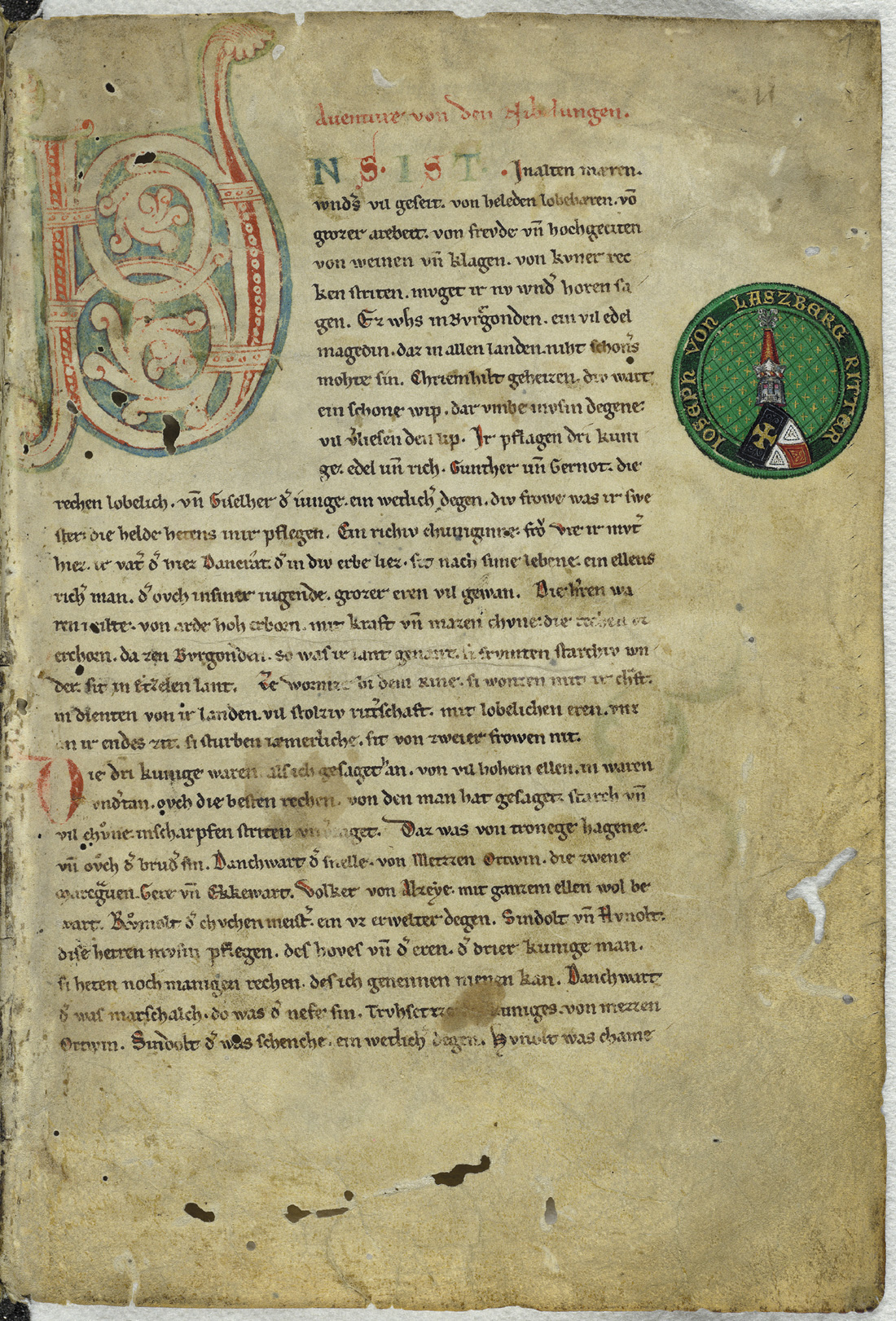
Un des manuscrits de la Chanson des Nibelungen.

La Chanson des Nibelungen est élaborée en Autriche vers 1200. Cette œuvre anonyme est composée en deux parties. « La Mort de Siegfried » raconte l'histoire de Siegfried lorsqu'il arrive à la cour de Gunther puis se marie avec Gutrune avant de se faire assassiner. La seconde partie : « La Détresse des Nibelungen » relate les faits qui ont suivi l'assassinat de Siegfried par Hagen : le mariage de Kriemhild et Etzel et leur départ pour la Hongrie. Wagner reprend seulement la première partie de l'épopée. Sa première ébauche La Mort de Siegfried, confère donc à Kriemhild, le personnage central de l'épopée, un rôle mineur.
Une autre source d'inspiration est la Þiðrekssaga (Niflunga Saga), rédigé en vieux norvégien, c'est la deuxième source germanique du Ring. Cette saga héroïque composée en prose est écrite vers 1260 en Norvège. Elle reprend de nombreux éléments de la légende de Siegfried, mais repose en fait sur des faits historiques. Même si la saga n'apporte pas à Wagner plus d'éléments sur la vie de Siegfried, elle lui permet de trouver le décor de la forge dans la forêt et une partie des traits de son héros, la dureté et son caractère primitif.
Le Heldenbuch (en), imprimé au XVe siècle, mais probablement rédigé au XIIIe siècle, renseigne sur le royaume des Nibelungen. Siegfried n'y apparaît pas. C'est la seule source dans laquelle Alberich apparaît comme étant un nain très puissant qui possède un anneau magique qui le rend invisible. C'est à partir de cet ouvrage que Wagner décide de faire d'Alberich le roi des nains dans L'Or du Rhin.
Das Lied vom hürnen Seyfrid (La Chanson de Siegfried), est composée à partir de cinq poèmes germaniques issus de sources plus anciennes que la Chanson des Nibelungen. On retrouve dans la Chanson de Siegfried les géants, les nains et leurs rivalités. Comme dans la Niflunga Saga on retrouve le dragon au début de la vie de Siegfried. Dans cette source un autre dragon apparaît et enlève une jeune fille que Siegfried va épouser après l'avoir sauvée. Il est probable que l'assimilation de la Walkyrie au dragon dans la scène 3 de l'acte III de Siegfried soit inspiré de ce récit,.

#### Sources scandinaves
L'Edda poétique et l'Edda en prose sont issues de la mythologie nordique. L'Edda poétique, écrite entre le VIIIe siècle et le XIIIe siècle, est composée de 15 poèmes mythiques mettant en scène les dieux et de 23 poèmes héroïques concernant les humains. Dans l'Edda, le sujet est le même que dans la Niflunga Saga et que dans la Chanson des Nibelungen. On retrouve dans l'Edda l'histoire de Sigurd (Siegfried) et de son père adoptif le nain Regin (Mime). C'est dans l'Edda en prose du poète Snorri Sturluson qu'on retrouve le personnage d'Odin (Wotan) comme un dieu des victoires et des batailles. Il y a également la présence des walkyries et d'un anneau magique,.
La Völsunga saga est un roman en prose du XIIIe siècle. Elle explique le lien entre la lignée des Völsungen (les Wälsungen) et Odin (Wotan). La saga a permis à Wagner de compléter sa première esquisse sur La Mort de Siegfried jusqu'alors uniquement inspiré par la Chanson des Nibelungen. La Völsunga saga est un développement de l'Edda où est racontée l'histoire de la dynastie des Völsingen et des parents de Sigurd. Selon Deryck Cooke, « la Völsunga saga a influencé en plus grande partie le Ring ». La saga ayant servi de base pour la rédaction des deux premiers actes de La Walkyrie.

### Composition et rédaction
La composition du Ring est le fruit d'un longue gestation puisque 28 années séparent ses prémices de la première représentation intégrale de l'œuvre. Une pause dans son élaboration durant douze ans a lieu de 1857 à 1869 ; non que Wagner se désintéresse du Ring, mais la richesse et la complexité du propos l'amènent à une impasse dans la composition musicale. Il se lance alors dans Tristan et Isolde et Les Maîtres chanteurs de Nuremberg, affine sa technique et revient au Ring avec une expérience plus riche. Il suffit de comparer la musique du prologue qui accompagne simplement le texte par des leitmotives aisément repérables et celle de la dernière journée, extrêmement riche et complexe, qui paraît dépasser le texte pour mieux l'illustrer et enrichir son propos.
Wagner écrit le texte avant de composer la musique. Le texte est rédigé en commençant par la dernière journée, tandis que la musique suit l'ordre chronologique de l'œuvre finale.

#### Ébauches et rédactions des livrets
Le 4 octobre 1848, Wagner rédige un plan pour un projet s'inspirant de la légende des Nibelungen, publié sous le titre Le Mythe des Nibelungen, comme esquisse d'un drame,. Cette trame donne naissance à une ébauche d'opéra, Siegfrieds Tod (La Mort de Siegfried) le 20 octobre 1848. Dans Le Mythe des Nibelungen, comme esquisse d'un drame on raconte le mythe en entier, du vol de l'or à la mort de Siegfried. Mais, dans La Mort de Siegfried (qui deviendra le Crépuscule des dieux), seule l'action à partir de l'arrivée de Siegfried est racontée. Eduard Devrient fait remarquer à Wagner que l'abondance des récits risque d'égarer son public. Wagner conçoit donc une seconde version le 12 novembre dans laquelle sont ajoutés la scène des Nornes ainsi qu'une scène d'adieux entre Siegfried et Brünnhilde, qui formeront plus tard le prologue du Crépuscule des dieux. Le 28 novembre, une nouvelle ébauche en vers est achevée, qu'il baptise « Grand opéra héroïque en trois actes ».
Toutefois il s'agit encore d'un projet parmi d'autres. Wagner s'intéresse simultanément à un drame historique sur Frédéric Barberousse, sur Jesus de Nazareth (fin 1849), à Wieland le forgeron qui sera d'ailleurs la source d'inspiration pour Siegfried, ainsi qu'à une œuvre sur Achille.
Le 12 août 1850, Wagner compose deux scènes de La Mort de Siegfried, celles « des Nornes » et « des adieux de Siegfried à Brünnhilde ». Les premiers motifs musicaux apparaissent, notamment une première version du célèbre thème des Walkyries (composé le 2 juillet lors d'un voyage en Suisse). Cependant il cesse rapidement ce travail prétextant son inquiétude de pouvoir trouver une chanteuse digne du rôle de Brünnhilde,. Mais il est plus vraisemblable que ce soit l'étendue alors confuse et bancale de l'œuvre qui perturbe son inspiration. Il remodèle le plan de son œuvre en l'augmentant d'un nouvel opéra initiant le second. Entre mai et juin 1851, il ébauche donc Der junge Siegfried (Le Jeune Siegfried) alors conçu comme une comédie héroïque, dont il estime qu'elle présente moins de difficultés que sa tragédie héroïque.
En novembre 1851, Wagner entreprend finalement de présenter le mythe dans son intégralité. S'ensuivent les premières ébauches de Das Rheingold (L'Or du Rhin) et de Die Walküre (La Walkyrie). Ces deux premiers volets sont concentrés sur l'histoire du personnage de Wotan. Ils reprennent des éléments d'autres projets de Wagner comme la promotion de l'adultère du sermon sur mariage de l'ébauche de Jésus de Nazareth.
En décembre 1852, Der junge Siegfried et Siegfrieds Tod sont profondément réformés, mais ils ne prennent cependant leurs titres définitifs qu'en 1856. Le poème de la tétralogie est alors proche de sa forme définitive. Les éléments se rapportant au récit sont gommés et intégrés à l'action. Seuls certains passages comme la scène des Nornes ou du défi du Voyageur en conservent quelques traces. Le livret subit tout de même de légers changements et ceci jusqu'à la première représentation. Le titre est fixé : Der Ring des Nibelungen. Wagner en fait une présentation privée les 18 et 19 décembre 1852, puis une lecture publique et une publication tirée à 50 exemplaires à compte d'auteur en février 1853,.
L'idée d'un festival consacré à l'interprétation de l'œuvre se développe. Si dès 1850 les fondements de ce concept apparaissent, le projet prend soudain plus d'importance puisqu'il s'agit pour Wagner de révolutionner le théâtre allemand qu'il considère comme grotesque. L'idée est liée à ses convictions révolutionnaires. Il estime par ailleurs qu'elle ne pourra voir le jour qu'après la révolution.

#### Construction musicale
Wagner commence la composition musicale en septembre 1853, non pas qu'aucune réflexion ni recherche musicale n'ait été menée précédemment, mais c'est à cette période que débute concrètement l'écriture. Contrairement à l'écriture des livrets, Wagner commence la composition par le début. Il achève Das Rheingold (L'Or du Rhin) dès septembre 1854, puis Die Walküre (La Walkyrie) en mars 1856.
On observe donc que contrairement aux difficultés de sa tentative initiale avec La mort de Siegfried, la composition s'effectue ici relativement rapidement et sans difficulté majeure. La plupart des motifs musicaux principaux sont créés et leur technique d'enchevêtrement mise au point, bien qu'elle n'atteigne son apogée que lors de la composition du Crépuscule des dieux.
En septembre 1856, Wagner entame le premier acte de Siegfried où il rencontre quelques difficultés. C'est d'ailleurs à cause de l'installation bruyante d'un chaudronnier en face de sa demeure qu'il trouva le motif musical de la fureur de Siegfried contre le forgeron, élément pour le moins autobiographique.
Il se lance par la suite dans le deuxième acte de Siegfried, mais il note sur ses partitions le 18 juin 1857 « Tristan déjà décidé » ; la composition de l'acte n'est alors pas achevée.

#### Suspension du projet
La composition effective est interrompue le 9 août 1857. Cette décision peut s'expliquer par plusieurs facteurs. À la lassitude d'un projet d'une telle envergure sur lequel il travaille depuis près de dix ans, s'ajoutent des problèmes financiers et artistiques. Il est perturbé sur le plan artistique, par la prévision de son incapacité à réussir le duo d'amour de Siegfried et Brünnhilde. Il lui faudra pour cela attendre l'apaisement de son pessimisme. De plus, il s'inquiète face au défi que représente le Crépuscule des dieux.
Wagner décide donc de s'occuper d'un autre projet lui tenant à cœur, Tristan und Isolde qui sera représenté en 1865, et par la suite Die Meistersinger von Nürnberg, créé en 1868. Ces deux succès immédiatement retentissants permettent à Wagner d'accéder définitivement au statut de compositeur-phare, ainsi qu'il l'avait prédit par ailleurs. Ce statut lui permet de réunir plus aisément les circonstances nécessaire à sa « révolution » du théâtre allemand. Il se lie notamment d'amitié en 1864 avec le jeune roi Louis II de Bavière, fervent admirateur du compositeur. Ce dernier, en plus de régler ses dettes, s'engage à soutenir le Ring et entreprend des démarches pour la construction du théâtre consacré au cycle à Munich.
Il est cependant faux de croire qu'aucune avancée n'eut lieu durant ces douze années. Si, concrètement, les partitions n'évoluèrent pas, cette période fut l'occasion de réflexions et d'ébauches diverses. L'année 1864 marque un retour progressif à ce travail ; dans une lettre du 26 septembre, il déclare au roi :
« J'ai décidé de tenir à l'écart tout autre travail, si avantageux qu'il puisse être pour moi parce que plus facilement réalisable, afin de m'attaquer en revanche uniquement et immédiatement à la composition de mon grand ouvrage des Nibelungen. »

#### Reprise et fin de la composition musicale
Ce n'est qu'après la création des Maîtres Chanteurs de Nuremberg, en juin 1868 que Wagner peut se consacrer exclusivement à son « grand ouvrage ». Dès 1868, il remanie l'orchestration du premier acte de Siegfried en l'allégeant. Le 23 février, les actes I et II sont terminés ; le troisième acte est commencé le 1er mars et achevé dans l'année. Le 2 octobre, il s'essaye pour la deuxième fois à la composition de la scène des Nornes avec succès. En janvier 1870, les premiers essais sur le prélude du Crépuscule des dieux sont écrits.
Louis II, alors principal protecteur de Wagner, est pris d'impatience en 1864 lorsqu'il ordonne la création de L'Or du Rhin et de La Walkyrie. Il le fait malgré l'opposition de Wagner, qui ne peut cependant s'opposer au caprice de son mécène, ce dernier étant devenu propriétaire des partitions. Par la suite, Wagner dissimulera l'avancement des partitions des deux journées suivantes de peur d'un renouvellement d'une telle décision. Les deux premières journées sont donc créées à l'Opéra de Munich : d'abord L'Or du Rhin, le 22 septembre 1869, mise en scène par Reinhard Hallwachs. Wagner se montra mécontent et sarcastique. Il détesta notamment la direction musicale de Franz Wüllner, imposé par Louis II en remplacement de Hans Richter soutenu par l'auteur. Vient ensuite La Walkyrie le 26 juin 1870, dans une mise en scène de Pixis, sous la direction de Reinhard Hallwachs qui provoqua également la colère de Wagner.
Dans le même temps Wagner recherche un lieu adapté à la création de la tétralogie. Sur conseil de Hans Richter, il visite en 1871 l’Opéra des Margraves à Bayreuth mais propose de construire un palais des festivals (Festspielhaus) sur une colline de cette même ville. La municipalité enthousiaste de l'attrait que susciterait cette réalisation donne rapidement son accord. Les mécénat de Louis II et de Marie von Schleinitz permirent à Wagner de poser lui-même la première pierre le 22 mai 1872 de ce qui deviendra le palais des festivals de Bayreuth. Toutefois les matériaux sont choisis modestes suivant le projet de Gottfried Semper pour des raisons financières. Wagner envisage la possibilité de reconstruire le bâtiment en matériaux nobles après le succès, ce qui ne se réalisera jamais.
La composition de la dernière journée va occuper Wagner jusqu'au 21 novembre 1874, date à laquelle il note sur la partition « Terminé à Wahnfried. Je n'ajoute aucun commentaire ».

### Création

#### Théâtre national de la Cour de Munich
Les deux premières journées ont été créées séparément, L'Or du Rhin le 22 septembre 1869 et La Walkyrie le 26 juin 1870 au théâtre national de la Cour de Munich sous la direction de Franz Wüllner.
Palais des festivals de Bayreuth
Les répétitions musicales commencent dès 1874 et permettent à Wagner de procéder, comme à son habitude, à divers ajustements portant sur la composition et l'orchestration. La création du festival prévue pour 1875 sera empêchée par les difficultés financières. Wagner est contraint à l'organisation de tournées de concerts, à Vienne et Budapest, afin de récolter des fonds. Louis II sauve le projet par une avance bancaire, mais condamne ainsi la possibilité originale d'un festival gratuit ouvert à tous.

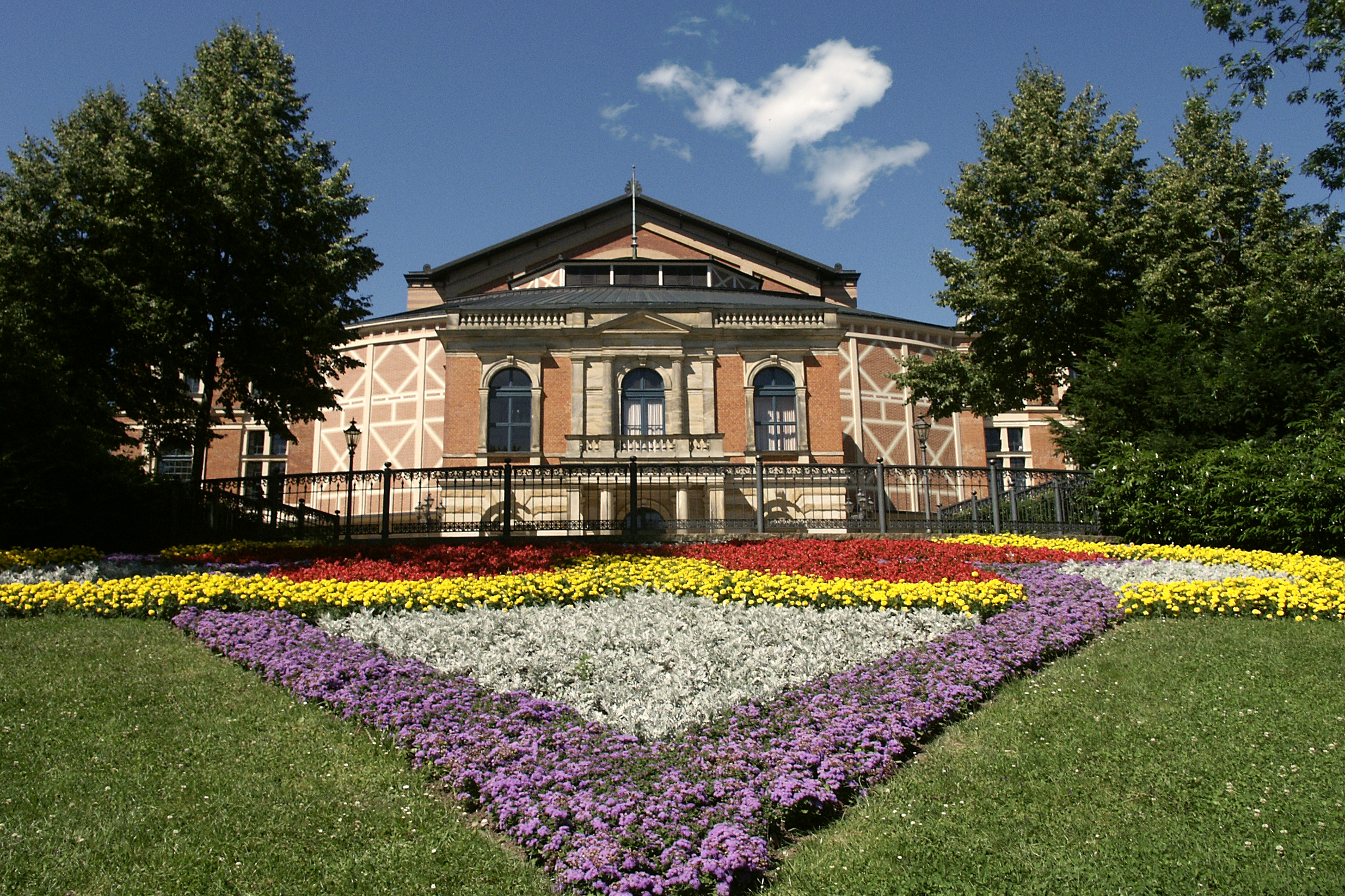
Palais des festivals de Bayreuth.

Les deux dernières journées ont été créées séparément, Siegfried le 16 aout 1876 et Le Crépuscule des dieux le 17 aout 1876 au Palais des festivals de Bayreuth sous la direction de Hans Richter.
Le Palais des festivals de Bayreuth fut construit dans l'unique objectif de remplir les caractéristiques techniques et événementielles propres à la représentation du Ring. Le choix en 1871 de la petite ville provinciale de Bayreuth est délibéré afin d'éviter que la fréquentation du festival de Bayreuth ne devienne un divertissement mondain ; le fait que Bayreuth n'offre ni luxe, ni divertissement autre, devait favoriser un public averti et honnêtement présent pour l'amour de l'art.
Contrairement à d'autres théâtres, la priorité fut donnée à la scène sur la contenance ; il reprend, en opposition au style du théâtre à l'italienne, une architecture d'amphithéâtre grec afin de créer une égalité des spectateurs face à l'œuvre. À l'origine, l'entrée au théâtre devait être gratuite et ouverte à tous, mais cette idée a dû être abandonnée à cause d'un manque de budget lors de la construction du monument.
Outre ces originalités, c'est la fosse d'orchestre qui représente l'innovation majeure. Elle s'enfonce sous la scène et est couverte d'une large plaque de bois, dérobant l'orchestre au regard des spectateurs. En créant ainsi « l'orchestre invisible », Wagner a voulu éviter au public d'être distrait par les mouvements du chef et lui permettre de se concentrer sur le drame. D'autre part l'acoustique ainsi créée est unique au monde, le son se réverbérant plusieurs fois avant de parvenir au spectateur, il semble venir de partout et de nulle part. Cette disposition permet en outre un équilibre parfait entre les voix des chanteurs et l'orchestre tel que composé dans le Ring. L'autre particularité de la salle est son double cadre de scène, qui éloigne la scène des spectateurs et forme avec la fosse cachée un « abîme mystique » entre la salle et la scène.
On le voit donc, cette salle est conçue sur mesure pour l'esprit et la musique du Ring puis de Parsifal, créant ainsi un extraordinaire aboutissement dans le concept de Gesamtkunstwerk (œuvre d'art totale).
Les travaux du Festpielhaus sont achevés en août 1875. Les répétitions y commencent immédiatement. Wagner fait jouer le prélude de L'Or du Rhin et se montre tout à fait satisfait de l'acoustique de la salle. La conception scénique débute par la suite et Wagner s'y montre intraitable.
Les 13, 14, 16 et 17 août 1876 sous la direction de Hans Richter, le premier cycle est enfin représenté dans une salle rassemblant des personnalités du monde culturel, financier et politique. On remarque notamment la présence de l'empereur Guillaume Ier, de Franz Liszt, Anton Bruckner, Gustav Mahler, Piotr Ilitch Tchaïkovski, Nikolaï Rubinstein, Eduard Hanslick. Le cycle fut représenté à trois reprises durant cette édition 1876. De nombreux artistes ont admiré le Ring dès sa création comme le peintre Henri Fantin-Latour qui déclare à propos de L'Or du Rhin : « C'est unique et dans la féerie et dans la musique. » (30 août 1876).
Pourtant, Wagner se montra désespéré par le résultat final au point de tomber en profonde dépression, notamment à cause d'un résultat scénique sans comparaison avec son objectif. La volonté de réalisme sans concession porta finalement préjudice à l'œuvre qui se révéla inexécutable ainsi. Il éprouva par la suite des volontés de réformes du Ring qu'il ne put mener à bien. La mise en scène de 1896 par sa veuve Cosima Wagner y répond probablement, du moins en partie.

## Présentation

### Structure
Wagner, passionné de théâtre grec, a construit L'Anneau sur une structure proche de la tragédie antique. Le Ring est ainsi composé d'un prologue et de trois pièces réparties sur trois journées :
- Prologue : L'Or du Rhin en quatre scènes séparées par des interludes orchestraux.
- 1re journée : La Walkyrie en trois actes :
  - Acte I en 3 scènes
  - Acte II en 5 scènes
  - Acte III en 3 scènes
- 2e journée : Siegfried en trois actes :
  - Acte I en 3 scènes
  - Acte II en 3 scènes
  - Acte III en 3 scènes
- 3e journée : Le Crépuscule des dieux en un prologue et trois actes :
  - Prologue en 2 scènes et 1 interlude orchestral
  - Acte I en 3 scènes et 1 interlude orchestral (le Siegfried Rheinfahrt, soit Voyage de Siegfried sur le Rhin)
  - Acte II en 5 scènes
  - Acte III en 3 scènes et 1 interlude orchestral (la célèbre Marche funèbre de Siegfried)

Il est remarquable que chacune de ces parties a une vie propre. On peut les écouter indépendamment les unes des autres. L'Or du Rhin et La Walkyrie furent d'ailleurs créées dès 1869 au Bayerische Staatsoper de Munich, sept ans avant l'intégrale, contre la volonté de Wagner.
L'œuvre est aussi structurée musicalement par les thèmes conducteurs ou leitmotive, qui atteignent ici un très haut degré de sophistication : ils évoluent et se transforment au cours de l'œuvre mais, lors de la représentation, ont un impact très important même pour des oreilles non averties.

### Instrumentation
Wagner a conçu le Ring pour un orchestre qui, dans son temps, était exceptionnellement grand. Les orchestres exécutent par habitude l'œuvre avec moins d'instruments que Wagner ne l'a souhaité, soit par insuffisance d'espace dans la fosse d'orchestre, soit pour des raisons financières, ou encore par choix artistique du directeur musical. Cependant, Wagner n'a jamais composé d'orchestration pour un nombre inférieur d'instruments.
Chacun des quatre opéras a une instrumentation très semblable, exigeant l'ensemble d'instruments suivant :
| Instrumentation générale du Ring, |
| Cordes |
| 6 harpes, 16 premiers violons, 16 seconds violons, 12 altos, 12 violoncelles, 8 contrebasses |
| Bois |
| 1 piccolo, 3 flûtes, la troisième jouant le deuxième piccolo 3 hautbois, 1 cor anglais jouant le quatrième hautbois, 3 clarinettes si♭ et en la, 1 clarinette basse si♭, 3 bassons                               |
| Cuivres |
| 8 cors, le cinquième, le sixième, le septième et le huitième jouant les tubas wagnériens en si♭ et fa, 4 trompettes en ut, 1 trompette basse en mi♭ 4 trombones 2 ténors, basse et contrebasse, tuba contrebasse |
| Percussions |
| timbales, jouées par deux musiciens, cymbales, grosse caisse, tam-tam, triangle, glockenspiel |

La seule différence mineure qu'on puisse noter se trouve dans l'omission de la grosse caisse dans Siegfried. La liste générale omit également la caisse roulante (Rührtrommel) et la machine à tonnerre (Donnermachine).

### Personnages

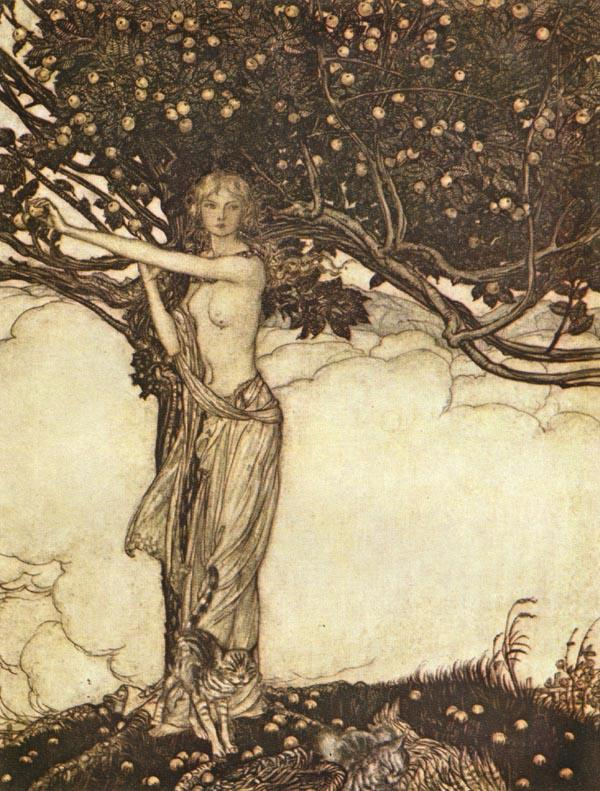
Représentation de Freia, le symbole de l'amour, par Arthur Rackham en 1910.

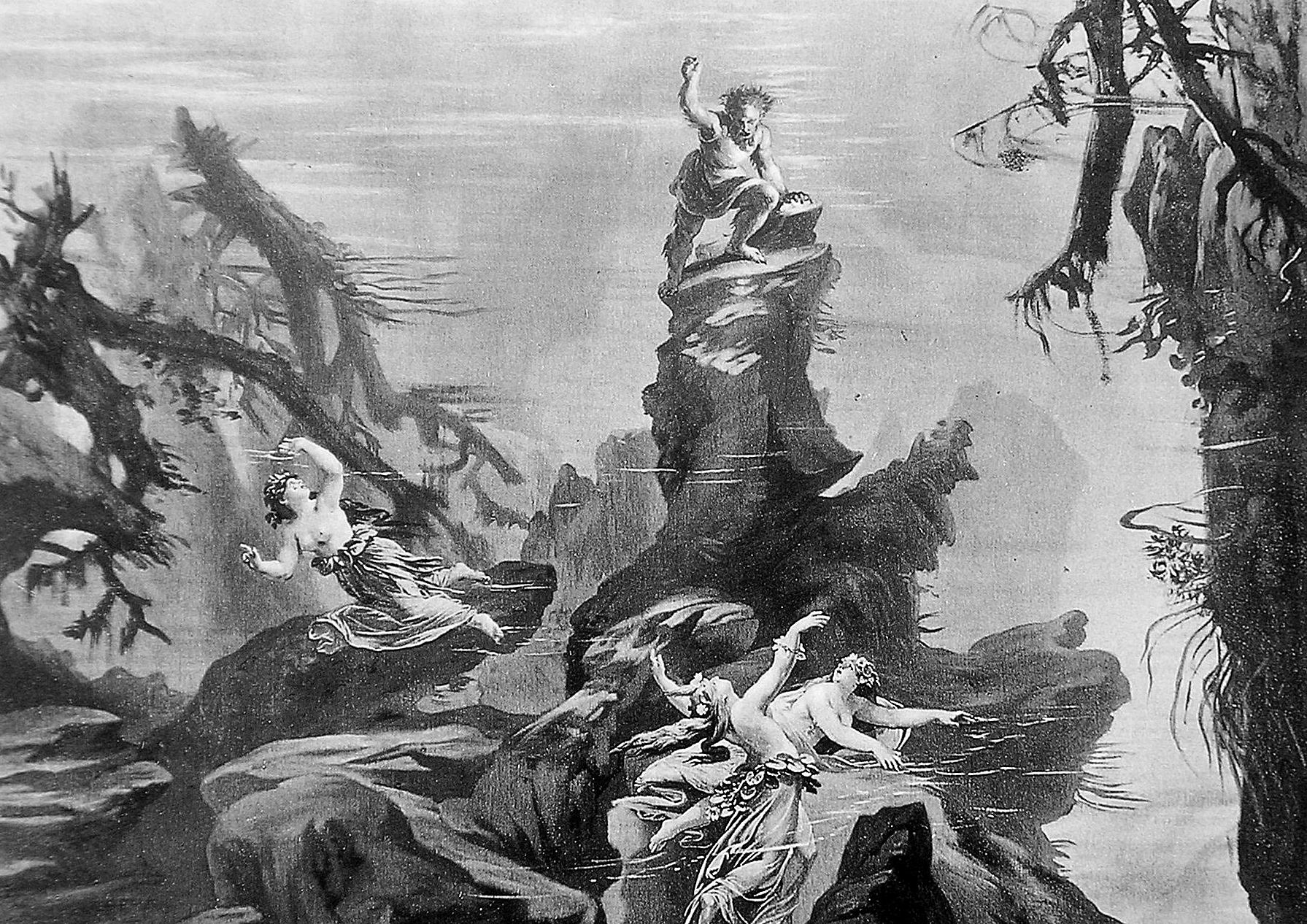
Alberich vole l'or du Rhin devant les Filles du Rhin.

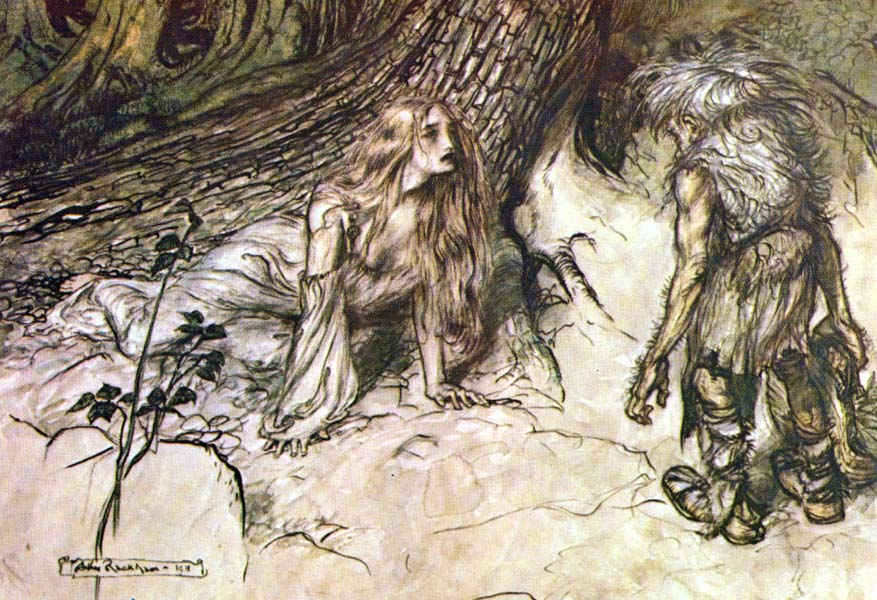
Mime recueille Sieglinde dans la forêt.

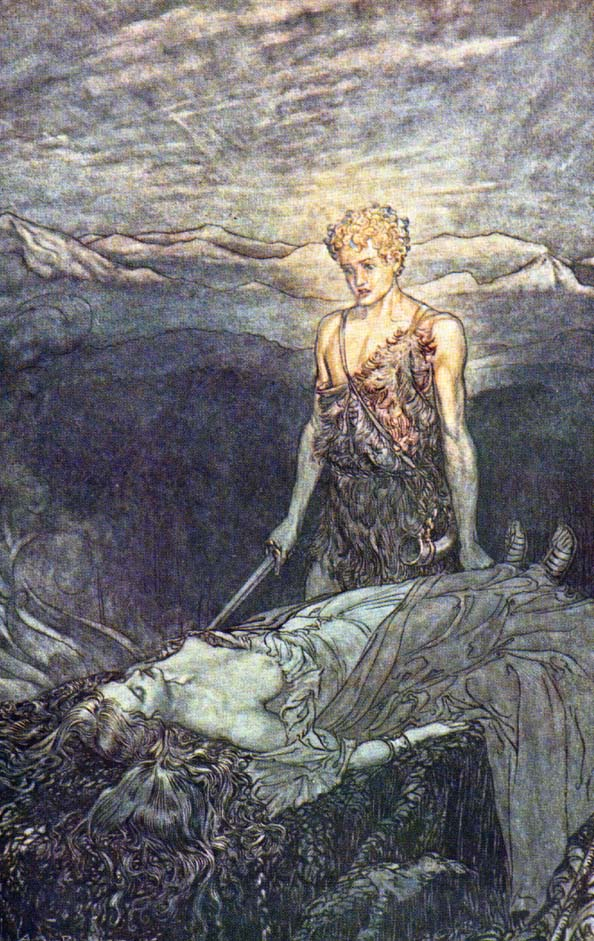
Siegfried découvre la femme et la peur avec la vision de Brünnhilde endormie.

Les personnages de la Tétralogie sont principalement issus des mythologies germanique et nordique. Les personnages ont tous un profil psychologique et musical qui leur est propre. On distingue parmi les personnages des nains, des géants, des walkyries, des dieux et des humains. Aucun personnage n'apparaît dans les quatre opéras. Wotan, Brünnhilde et Alberich sont les seuls à être présents dans trois opéras.

## Arguments

### L'Or du Rhin
Ce prologue raconte, en quatre scènes qui se jouent sans interruption, les origines du drame. Au fond du Rhin repose l'Or, gardé par trois ondines (les filles du Rhin). Le Nibelung Alberich, en voulant séduire l'une de ces sirènes, attise par son comportement et son empressement les moqueries de ces dernières. Par déception, et parce qu'il sait qu'il ne fera rien de cet or sans cela, Alberich maudit l'Amour et vole l'or du Rhin afin de forger un anneau donnant une puissance illimitée et apportant la richesse à celui qui le possède. Cet anneau ainsi que les richesses accumulées par Alberich lui sont dérobés par Wotan, sur le conseil de Loge, afin de payer le salaire de Fasolt et de Fafner, géants bâtisseurs du Walhalla, qui doit devenir la demeure des dieux. Fou de colère et de douleur, Alberich maudit l'anneau, qui causera désormais la perte de quiconque le possédera. Wotan voudrait garder l'anneau pour lui mais Erda lui conseille de fuir la malédiction qui y est attachée, car le Crépuscule des dieux est proche. La malédiction fait son effet : Wotan cède l'anneau aux géants, mais au moment du partage du butin, Fafner tue son frère Fasolt afin de posséder l'anneau. Effrayé mais encore persuadé qu'il pourra agir sur les événements à venir, Wotan invite les dieux à entrer au Walhalla tandis que les Filles du Rhin pleurent la perte de leur or pur et lumineux.

### La Walkyrie
La première journée narre les amours tragiques de Siegmund et Sieglinde, les jumeaux incestueux et adultères que Wotan a eus d'une mortelle, ainsi que les tentatives vouées à l'échec de Wotan de se protéger de la malédiction de l'anneau. Fricka, déesse du mariage, est insultée par la relation incestueuse des enfants de son mari, si bien qu'elle contraint Wotan à abandonner Siegmund dans le combat qui l'oppose à Hunding, époux légitime de Sieglinde. Il confie cette tâche à sa fille Brünnhilde. Mais, touchée par l'amour passionné des jumeaux et persuadée que Wotan ne peut pas vouloir la mort de son fils, Brünnhilde désobéit et protège Siegmund. Wotan, contraint d'intervenir lui-même dans le combat, décide de punir sa fille. Brünnhilde est condamnée au sommeil sur un rocher entouré des flammes du dieu Loge : seul celui qui ne connaît pas la peur pourra les franchir et aller réveiller la vierge, recevant ainsi sa main,.

### Siegfried
La deuxième journée est centrée sur le personnage de Siegfried, fils de Siegmund et de Sieglinde, mais aussi sur la lutte entre Wotan, devenu le voyageur, et Alberich au sujet de l'anneau. Le nain Mime, frère d'Alberich, a élevé Siegfried afin qu'il tue le géant Fafner transformé en dragon et lui conquière ainsi l'anneau ; en effet, l'adolescent ne sait pas ce qu'est la peur, il l'envoie donc auprès du dragon afin que celui-ci « l'instruise ». Grâce à l'épée de son père reforgée, Notung, Siegfried tue Fafner et s'approprie le trésor et l'anneau sans en comprendre la signification. Après s'être débarrassé de Mime qui cherchait à l'empoisonner, et instruit par l'oiseau de la forêt, Siegfried, qui ne connaît toujours pas la peur, part à la recherche de la « vierge qui dort », qui n'est autre que Brünnhilde. En chemin, il se heurte violemment à « Wotan-voyageur ». Celui-ci prétend lui barrer la route ; il ne supporte pas d'être dépassé par son insolent petit-fils. D'un coup d'épée, Siegfried fait voler en éclats la lance du dieu, symbole de son pouvoir. Wotan est brisé, ses lois détruites par l'homme véritablement libre. Siegfried éveille Brünnhilde et devient son époux.

### Le Crépuscule des dieux
La troisième et dernière journée dénoue les fils du drame au travers de péripéties vécues par Siegfried et Brünnhilde au royaume de Gibich. Siegfried a perdu la mémoire à la suite des manœuvres de Hagen, fils d'Alberich, qui est résolu à reconquérir l'anneau. Il tombe amoureux de Gutrune, sœur du roi Gunther. Brünnhilde, folle de douleur, accuse publiquement Siegfried de trahison. Il se défend s'engageant à être déchiré par la lance de Hagen s'il a menti. À l'occasion d'une partie de chasse, Hagen rend la mémoire à Siegfried. Ce dernier révèle qu'il a connu Brünnhilde. Il a donc été parjure et Hagen le tue. Mais Brünnhilde, qui entre-temps a pris conseil auprès des filles du Rhin, est désormais instruite de l'ensemble des événements. Elle comprend à la fois son erreur, le sens véritable de l'anneau, ainsi que le désir profond de son père Wotan : il aspire au crépuscule des dieux. Brunhilde fait porter le corps de Siegfried sur un bûcher dans lequel elle-même se précipite, rejoignant son époux dans la mort et lavant ainsi l'anneau de toute malédiction. Le Rhin déborde afin de noyer l'incendie. Hagen, qui tentait de s'emparer de l'anneau, est entraîné dans les profondeurs par les filles du Rhin. L'incendie a gagné le ciel. Tandis que les filles du Rhin jouent en riant avec l'anneau reconquis, le Walhalla brûle. Les dieux périssent. Un monde nouveau peut naître sur la terre.

## Analyse musicale

### Leitmotiv
L'Anneau du Nibelung est un spectacle complet qui mêle théâtre, poésie et arts plastiques, dans une mélodie continue utilisant des leitmotives. Le leitmotiv est l'une des grandes innovations que Wagner a amené à l'opéra, signifiant « motif conducteur », il n'en invente pas l'idée, mais lui donne tout son sens. Il associe un thème ou une phrase musical à un personnage, un objet ou à un sentiment et celui-ci réapparait au fur et à mesure de l'œuvre. Wagner le veut court et simple pour qu'il soit facile à mémoriser.

## Analyse esthétique
Pour Dieter Borchmeyer (en), professeur de littérature allemande à l'Université de Heidelberg, l’un des axes de l’esthétique de Richard Wagner dans L'Anneau du Nibelung est sa théorie du mythe qui ouvre de nouveaux horizons et influence considérablement la philosophie, les arts et la littérature au tournant du siècle.La dévalorisation du mythe par le mouvement des Lumières et la démystification du monde par les sciences n’ont cessé de susciter la nostalgie du mythe depuis le XVIIIe siècle. Pour Wagner, le mythe constitue un modèle constant d’explication de la réalité : « Le mythe a cette singularité d’être vrai en tout temps, et sa substance, d’une densité la plus compacte qui soit, est intarissable pour l’éternité. La tâche du poète n'a consisté qu’à l’interpréter », affirme Wagner.

## Représentations et enregistrements

### Principales productions
La réalisation d'une version du Ring entier est autant l'œuvre du chef d'orchestre que du metteur en scène, sans oublier la performance des chanteurs. La cosmogonie wagnérienne se prête à de multiples interprétations : musicalement, par la vision de grands interprètes ; scéniquement, par des visions traditionalistes, épurées, politiques et philosophiques extrêmement diverses qui conduisent parfois à contredire radicalement les intentions théâtrales de Wagner.

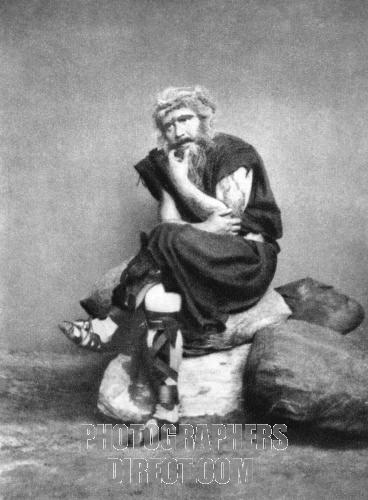
Max Schlosser dans le rôle de Mime, lors de la première de L'Anneau du Nibelung' à Bayreuth, en 1876.

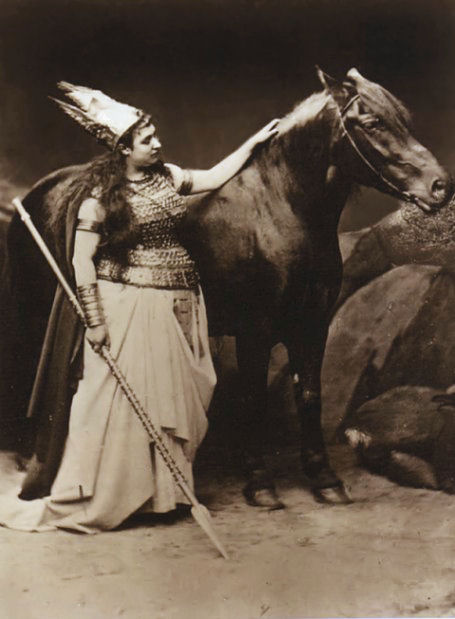
Amalie Materna, la première Brünnhilde à Bayreuth avec Cocotte, le cheval offert par Louis II de Bavière.

- 1876, Festival de Bayreuth, direction : Hans Richter, mise en scène : Richard Wagner, décors : Josef Hoffmann, costumes : Carl Emil Doepler. Cette création adopta un style se voulant réaliste, avec des décors surchargés, des costumes complexes (que Wagner détesta) et de nombreux effets spéciaux innovants pour l'époque. Contrairement aux coutumes, le jeu d'acteur se voulut très poussé mais Wagner le jugea finalement décevant. La vision globale se voulait abstraite dans le sens où l'action se déroulait dans une mythologie sans mise en avant visuelle des portées politiques de l'œuvre. Le résultat final plongea Wagner dans une profonde dépression, non à cause de son orientation artistique mais en raison de son aspect négligé et inabouti[47].
- 1892, Covent Garden. Gustav Mahler dirige cette première Tétralogie londonienne.
- 1896, Festival de Bayreuth, direction : Hans Richter, mise en scène : Cosima Wagner, décors : Frères Brückner sur la base de ceux de Josef Hoffmann, costumes : Hans Thoma & Arpad Schmidhammer. Reprenant les bases laissées par son époux décédé, Cosima Wagner corrige les erreurs du premier festival. Elle se veut intraitable sur le réalisme et le jeu d'acteur. Décors, costumes et éclairages sont notamment retravaillés. Elle estima que Wagner aurait été satisfait du résultat[47],[48].
- 1898-1899, Richard Strauss dirige sa première Tétralogie à Berlin.
- 1912-1914, Festival de Bayreuth, mise en scène : Siegfried Wagner. Sur la base de la mise en scène de Cosima Wagner, de nombreuses innovations techniques sont introduites, notamment des effets climatiques et de lumières[48].
- 1924-1925, Bâle, mise en scène : Adolphe Appia. Tous les décors et costumes sont supprimés au profit d'un simple jeu de lumière et d'acteurs. Face au réactions, ce Ring est interrompu après la deuxième journée. Toutefois, cette approche aura une grande influence, notamment sur Wieland Wagner qui la reprendra en partie en 1951[49].
- 1933-1942, Festival de Bayreuth, direction : diverses, avec la présence notable de Furtwängler, mise en scène : Heinz Tietjen, décors : Emil Preetorius. Cette période, alors que le festival est sous la direction de Winifred Wagner, est sujette à controverses concernant les liens avec le régime nazi et notamment de l'influence de Hitler[50]. On peut dire que la mise en scène s'éloigne du naturalisme originaire pour se concentrer sur l'aspect théâtral de l'œuvre.

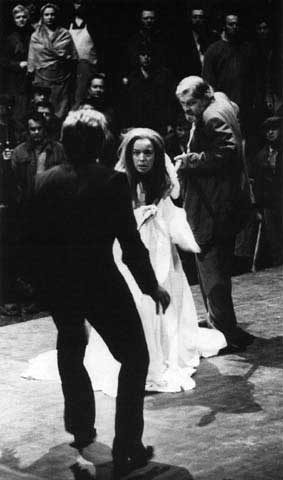
Gwyneth Jones dans le rôle de Brünnhilde ; production 1976 à Bayreuth conçue par Patrice Chéreau.

- 1938-1942, New-York, Metropolitan Opera, direction : Erich Leinsdorf, mise en scène : L. Sachse et D. Defrère. Siegfried et Brünnhilde sont interprétées par Lauritz Melchior et Kirsten Flagstad, qui enflammèrent le Metropolitan.
- 1940, sur ordre de Staline, Eisenstein met en scène la Walkyrie au Bolchoï pour célébrer dignement le Pacte germano-soviétique.
- 1950, Wilhelm Furtwängler dirige un Ring à la Scala de Milan[51].
- 1953, Wilhelm Furtwängler dirige un Ring à la Rai pour une durée de 15 heures et 2 minutes.
- 1951-1958, Festival de Bayreuth, direction : Herbert von Karajan, 1951, Clemens Krauss, 1953, Joseph Keilberth, 1952, 1954-1955, Hans Knappertsbusch, 1951, 1956-1958, mise en scène et décors : Wieland Wagner. Le Nouveau Bayreuth, avec la mise en scène épurée du petit-fils du compositeur, second âge d'or de la Colline sacrée, avec des chefs prestigieux et des chanteurs qui entrent dans la légende (Hans Hotter, Wolfgang Windgassen, Josef Greindl, Ludwig Weber, Astrid Varnay, Martha Mödl…)[52].
- 1973, Salzbourg, direction et mise en scène : Herbert von Karajan, décors : G. Schneider-Simssen et G. Wakhevitch.
- 1976-1981, Festival de Bayreuth, direction : Pierre Boulez, mise en scène : Patrice Chéreau, décors : Richard Peduzzi. Le Ring du centenaire qui fut aussi celui du scandale avec le Rhin transformé en barrage et des dieux embourgeoisés, une mise en scène révolutionnaire sans casques ailés ni peaux de bêtes, en rupture avec toute l'imagerie traditionnellement associée au Ring. Heinz Zednik triomphe en Loge, Gwyneth Jones émeut avec sa Brünnhilde profondément humaine. La direction d'acteurs de Patrice Chéreau marque un grand moment de théâtre. La prestation vocale est en revanche unanimement déplorée l'année de l'enregistrement vidéo et audio (1979/1980)[53].
- 1983-1986, Festival de Bayreuth, direction : Georg Solti suivi de Peter Schneider (en), mise en scène : Peter Hall. Peter Hall prend ici le contrepied de la précédente production de Bayreuth conçue par Patrice Chéreau. Une approche naturaliste est adoptée, qui met l'accent sur la mythologie. Cette création se veut fidèle à l'esprit de la vision de Wagner en la magnifiant par l'usage de moyens technologiques modernes, notamment une plate-forme mobile polyvalente. Cette interprétation fut diversement accueillie ; ses admirateurs furent soulagés par cette approche naturaliste soutenue par une distribution de qualité ; ses détracteurs en critiquèrent l'absence de profondeur et le classicisme. Peter Hall déclare qu'il comprend que beaucoup de gens dans cet auditoire ne voient pas le concept et qu'ils perçoient le Ring comme une moralité en forme d'opéra à propos du bien et du mal, c'est fortement philosophique, fortement politique, et seulement après, c'est un mythe. Il finit en disant qu'il a essayé de mettre le mythe en scène[54]. Cette vision fut dans un premier temps bien accueillie par le public malgré les critiques de la presse globalement négatives, mais elle tomba vite dans un oubli relatif, aidée en cela par l'absence de version vidéo ; elle ne connut jamais le retentissement de son prédécesseur ; son successeur, mis en scène par Harry Kupfer, adopta une approche résolument moderniste.
- 1988, New York, Metropolitan Opera, direction : James Levine ; mise en scène : Otto Schenk. Une production très traditionnelle dans le sens où elle promeut une vision naturaliste et désengagée politiquement. Les indications originelles de Wagner sont respectées sans orthodoxie ; pas de cheval sur scène ni de fille du Rhin mimant la nage par exemple. Le metteur en scène s'est efforcé de conserver l'esprit voulu en usant d'effets spéciaux modernes. Cependant le jeu d'acteur semble souvent figé, du moins en comparaison avec la production de Patrice Chéreau à Bayreuth, ce qui permet aux interprètes de se concentrer sur leurs prestations vocales. La distribution originelle (conservée en DVD) était constituée notamment de Jessye Norman (Sieglinde), Hildegard Behrens (Brünnhile), Siegfried Jerusalem (Siegfried) et James Morris (Wotan) ; elle fut fréquemment modifiée au fil des années jusqu'à être quasi-intégralement renouvelée (James Morris resta pendant longtemps)[55].
- 1988-1992, Festival de Bayreuth, direction : Daniel Barenboïm, mise en scène : Harry Kupfer, décors : H. Schavernoch et R. Heinrich. L'irruption des lasers à Bayreuth qui change de millénaire[56].
- 2003-2006, Zürich, Paris Théâtre du Châtelet, mise en scène : Bob Wilson.
- 2004-2007, Opéra de Cologne, mise en scène : Robert Carsen.
- 2004-2006, Londres, Royal Opera House, direction : Antonio Pappano, mise en scène : Keith Warner (en).
- 2006-2008, Opéra flamand, mise en scène : Ivo van Hove. Cette production adopte un parti pris résolument moderne où l'or est une super-puce électronique et l'épée brisée une bombe désamorcée.
- 2007-2011, Strasbourg, Mulhouse Opéra national du Rhin / Orchestre philharmonique de Strasbourg, direction : Marko Letonja, mise en scène : David McVicar. Un Ring unanimement salué par la critique.
- 2010-2011, Opéra de Paris / Opéra Bastille, mise en scène : Günter Krämer (de), direction musicale : Philippe Jordan[57].
- 2010-2013, New York, Metropolitan Opera, mise en scène : Robert Lepage, direction musicale : James Levine DVD 2011 avec Jonas Kaufmann (Siegmund), Eva-Marie Westbroek (Sieglinde), Bryn Terfel (Wotan), Deborah Voigt (Brünnhilde),
- 2013-2017, Festival de Bayreuth, mise en scène de Frank Castorf pour le cycle du Ring, et reprise de la seule Walkyrie en 2018, avec diverses distributions dont Wolfgang Koch, Lance Ryan, Nadine Weissmann, Okka von der Damerau, direction de Kiril Petrenko puis de Marek Janowski. Analyse critique dans l'ouvrage de Guy Cherqui et David Verdier[58].
- 2012-13 et diverses reprises dont le festival de 2018, Opéra de Munich, mise en scène de Andreas Kriegenburg, direction musicale de Kent Nagano[59] puis de  Kiril Petrenko[60], avec diverses distributions dont Jonas Kaufmann en Siegmund et Nina Stemme en Brünnhilde[61].
- 2021, Deutsche Oper de Berlin, mise en scène de Stephen Herheim, sous la direction de Donald Runnicles[62]
- 2022-?, festival de Bayreuth, mise en scène de Valentin Schwarz, sous la direction musicale de Cornelius Meister en 2022, édition qui voit les chanteurs suivants : Okka von Damerau en Erda, Klaus-Florian Vogt en Siegmund, Lise Davidsen en Sieglinde, et Thomas Konieczny en Wotan. La mise en scène est violemment critiquée et abondamment huée[63].
- 2022, Staatsoper de Berlin, mise en scène de Dmitri Tcherniakov, direction musicale de Christian Thielemann (remplaçant Daniel Barenboim, souffrant) avec notamment Anja Kampe (Brünnhilde), Andreas Schager (Siegfried)[64].

## Postérité

### Reprises
- À 73 ans, Anna Russell se livre à un hilarant commentaire du Ring, en s'accompagnant au piano. Ce Ring cycle analysis a été filmé à l'université du Maryland en 1984[65].
- Mario del Monaco a chanté Siegmund dans un concert filmé. Bien que très italianisant, son "Wälse" dure 18 secondes, soit une de plus que celui de Lauritz Melchior.

## Dans la culture populaire

### Littérature
Plusieurs œuvres littéraires sont issues ou inspirées de la Tétralogie.

#### Roman
En 1884, Élémir Bourges publie Le Crépuscule des Dieux, une œuvre décadente avec une esthétique baroque dans laquelle Richard Wagner tient une place importante.
Dans Voyage au centre de la Terre écrit entre 1863 et 1864, Jules Verne nomme « La Valkyrie » la goélette dans laquelle Lidenbrock et son neveu partent en Islande.
En 1905, Thomas Mann publie sa nouvelle Wälsungenblut (Sang réservé). Elle est construite autour d'une analyse de la Walkyrie.

#### Bande dessinée
En 1979, Valhalla (série bande dessinée) une série danoise aborde ce thème dans ses albums.
À partir de mai 1980, le comic book Thor revisite le mythe du Ring sous la plume de Roy Thomas. Entre les no 295 et 299, chacune des œuvres de la tétralogie est abordée sous la forme d'un passé récent oublié par Thor et révélé par l’œil arraché d'Odin.
En 1982-1984, l'œuvre est adaptée en bande dessinée sous le titre L'anneau du Nibelung en quatre volumes respectant les quatre parties de la tétralogie, chez Dargaud. La traduction est de Numa Sadoul, avec des illustrations de France Renoncé. Selon Henri Filippini, cette adaptation est un « fameux défi », mais un « pari pourtant réussi ». Il représente la première traduction de l'œuvre en français moderne. Numa Sadoul réussit l'adaptation au grand public, et France Renoncé « réalise une véritable performance ». Il estime que cette « œuvre forte, originale et unique » est sans équivalent dans la bande dessinée « tant elle joue avec et contre ses règles habituelles ».
Le manga L'Anneau des Nibelungen, commencé en 1990 et resté inachevé en 2000 reprend l'histoire en mettant en scène le capitaine Albator. Son adaptation en anime utilise la musique de Wagner en collant assez bien les morceaux aux scènes. Par exemple, la chevauchée des Walkyrie coïncide avec le décollages des chasseurs spatiaux d'Asgard, la durée de passage de l'Arcadia en gros plan prend un nombre exact de mesures.
En 2000-2001 P. Craig Russell écrit et dessine une adaptation en comics constituée de quatre mini-séries comportant trois ou quatre numéros. L'œuvre est récompensée par un Prix Eisner.
Le mythe du Ring (centré sur le personnage de Siegfried) a aussi été adapté en bande dessinée par Alex Alice dans une trilogie dont les trois volumes (Siegfried, La Walkyrie et Le Crépuscule des dieux) sont sortis entre 2007 et 2011.

### Filmographie
On peut particulièrement citer Les Nibelungen, film muet en deux parties réalisé par Fritz Lang en 1924. Les deux parties sont La Mort de Siegfried et La Vengeance de Kriemhilde. Fritz Lang a néanmoins indiqué qu'il s'était plus inspiré de la Chanson des Nibelungen que du Ring.
En 1959, Giacomo Gentilomo a réalisé Sigfrido, un curieux film de costumes, dont l'histoire correspond à plusieurs passages de Siegfried et du Crépuscule des dieux.
La sixième saison de la série Xena, la guerrière contient un cycle de trois épisodes s'inspirant du cycle du Ring, Un lourd secret (The Rheingold), La bague (The Ring) et Le retour de la Valkyrie (Return of the Valkyrie). À noter également que le dernier épisode de la cinquième saison porte en français le titre de Le Crépuscule des Dieux.
En 1988, on peut voir aussi cette œuvre traitée dans l'anime Saint Seiya dont l'arc Asgard est basé sur l'histoire de l'anneau des Nibelungen et de la mythologie nordique en général. Dans la série, Hilda de Polaris, prêtresse du royaume d'Asgard, possédée par l'anneau des Nibelungen que lui a traîtreusement remis Poséidon, tente de détruire le monde. De nombreux personnages de la série empruntent leurs noms à ceux de la légende, comme Mime, Alberich, Hagen ou Siegfried. En 2015, la série dérivée Saint Seiya: Soul of Gold, qui se déroule exclusivement au royaume d'Asgard, s'inspire à nouveau de l'œuvre et comprend de nombreuses références issues de la mythologie nordique. Le dieu Loki se révèle être l'antagoniste de la série.
What's Opera, Doc? est un épisode de Bugs Bunny de Chuck Jones qui parodie les opéras de Wagner. On peut notamment voir un détournement du thème de la Walkyrie. Cet épisode est considéré comme l'un des meilleurs cartoons jamais réalisés.
La bande originale de Matrix Revolutions contient plusieurs références aux titres des 4 opéras via les titres de certains morceaux : Das Banegold (Das Rheingold) lorsque Bane dévoile son vrai visage, Die Brunett Walküre (Die Walküre) lorsque la première foreuse est abattue, Kidfried (Siegfried) lorsque le Kid parvient à briser les entraves de la porte du quai, Neodämmerung (Götterdämmerung) lorsque Neo affronte pour la dernière fois l'agent Smith. Un autre titre peut être vu comme une référence : Boom Hilda (Brünnhilde) entendue lorsque Charra et Zee commencent à travailler en équipe.
Les compositions de Wagner ont été utilisées dans de nombreux films comme dans Apocalypse Now de Francis Ford Coppola où la musique de la Chevauchée des Walkyries apparaît lors d'une attaque avec des hélicoptères,. Ce même thème est utilisé dans le film Mon nom est Personne et dans Excalibur de John Boorman réalisé en 1981, film mythique sur la légende du roi Arthur et des Chevaliers de la Table ronde. Par ailleurs, le thème de L'Entrée des dieux au Walhalla, quatrième et dernière scène de Der Ring des Nibelungen (L'Anneau du Nibelung), est repris dans l'avant-dernière scène du film Alien: Covenant. 
Le Prélude de L'Or du Rhin est aussi régulièrement intégré dans des films, dont Nosferatu, fantôme de la nuit (1979) de Werner Herzog, ou encore Le Nouveau Monde (2005) de Terrence Malick.
En 2021, le film de casse Army of Thieves fait de nombreuses références à ce cycle, à travers les noms et motifs de quatre coffres-forts.

### Musique
Le groupe rock britannique New Order a intégré un extrait du Prélude de L'Or du Rhin dans sa composition All Day Long (1986), de même que dans Krafty (2005).

### Jeux vidéo
L'œuvre de Wagner a été adaptée en jeu vidéo, transposée dans un univers futuriste dans Ring et Ring II. Ces jeux ont disposé d'atouts importants au niveau de la conception : le dessinateur de BD Philippe Druillet s'est occupé du design des décors et des personnages, et Georg Solti a dirigé la musique de la bande-son, faite à partir d'extraits du Ring. Mais ils ont été des échecs, à la fois au niveau de la réalisation artistique et financier, même si l'atmosphère wagnérienne est retrouvée par intermittence.

## L'anneau de Tolkien
Le Seigneur des anneaux est né des passions de Tolkien : la philologie, les contes de fées ainsi que les sagas norroises, notamment Beowulf et les Eddas, et le Kalevala, l'épopée nationale finlandaise.
Tolkien est aussi fasciné par l’univers du Ring de Wagner qu’il explore lors des rendez-vous avec le groupe académique The Kólbitar Club alors qu’il est étudiant à l’université d'Oxford. Ce dernier projette de traduire dans les années 1930, le livret de La Walkyrie avec son ami C.S. Lewis. Ce dernier tente en 1934 d’emmener son frère W. H. Lewis et Tolkien voir une production complète du Ring à Londres. Selon la correspondance de C.S. Lewis, les trois amis se réunirent régulièrement pour étudier en détail les livrets de Wagner (trois ans avant les premières esquisses du Seigneur des Anneaux).
Un lien semble donc exister entre l'œuvre de Tolkien et celle de Wagner et pourtant, l’écrivain ne cessera de rejeter toute association au compositeur allemand et de son œuvre. Lors de la publication du Seigneur des Anneaux en Suède entre 1959 et 1961, le traducteur Åke Ohlmarks étudie dans son avant-propos, les nombreux parallèles entre les deux univers qui ne manquera pas de provoquer une réaction âpre de la part de Tolkien. En effet, l'idée de l'Anneau unique qui gouverne le monde et trompe son porteur est aussi présente dans l'Anneau du Nibelung.
Tolkien nie cependant cette influence en affirmant : « Ces deux anneaux sont ronds, et c'est là leur seule ressemblance », en réponse à l'introduction de la traduction suédoise d'Åke Ohlmark qui affirme que « l'Anneau est, d'une certaine manière, "der Nibelungen Ring" ». 
Comme le soulignent Wayne G. Hammond et Christina Scull, l'anneau d'invisibilité est un objet courant dans la littérature, que l'on retrouve dans les contes de fées d'Andrew Lang, chez Chrétien de Troyes (Yvain ou le Chevalier au lion) et jusque dans La République de Platon avec l'anneau de Gygès.
Certains auteurs comme Bruno Lussato, soulignent qu'on ne peut nier la présence dans les deux œuvres de certains éléments communs : un anneau qui contient un pouvoir illimité et qui possède un sortilège rendant invisible son propriétaire : en réalité, chez Wagner, c'est le heaume qui donne l'apparence souhaitée.